# Syndactyla striata
Syndactyla striata е вид птица от семейство Furnariidae.